# Ponorac, Sjenica
Ponorac (izvirno srbsko Понорац) je naselje v Srbiji, ki upravno spada pod Občino Sjenica; slednja pa je del Zlatiborskega upravnega okraja.

## Demografija
V naselju živi 155 polnoletnih prebivalcev, pri čemer je njihova povprečna starost 38,3 let (37,4 pri moških in 39,5 pri ženskah). Naselje ima 45 gospodinjstev, pri čemer je povprečno število članov na gospodinjstvo 4,13.
|  |

| Demografija | Demografija     | Demografija     |
| Leto        | Št. prebivalcev | Št. prebivalcev |
| ----------- | --------------- | --------------- |
|             |                 |                 |
|             |                 |                 |
|             |                 |                 |
|             |                 |                 |
| 1948        | 464             |                 |
| 1953        | 587             |                 |
| 1961        | 469             |                 |
| 1971        | 465             |                 |
| 1981        | 388             |                 |
| 1991        | 292             | 292             |
| 2002        | 217             | 186             |
|             |                 |                 |

| Etnična sestava po popisu iz leta 2002 | Etnična sestava po popisu iz leta 2002 | Etnična sestava po popisu iz leta 2002 | Etnična sestava po popisu iz leta 2002 | Etnična sestava po popisu iz leta 2002 |
| -------------------------------------- | -------------------------------------- | -------------------------------------- | -------------------------------------- | -------------------------------------- |
| Bošnjaki                               | Bošnjaki                               |                                        | 183                                    | 98,38%                                 |
| Muslimani                              | Muslimani                              |                                        | 3                                      | 1,61%                                  |
| Neznano                                | Neznano                                |                                        | 0                                      | 0,0%                                   |